# Anthony Pallares
Anthony Pallares, né le 17 mai 1991, est un joueur de futsal international français évoluant au poste de gardien de but.
Footballeur de bon niveau à l'AS Muret puis quelques mois à Singapour, Anthony Pallares intègre le SC Bruguières futsal à son retour en 2012, joue trois saisons en Division 1 de la discipline et devient international. En 2015, il décide alors de rejoindre le Plaisance All-Stars au niveau régional avec qui il monte en D2 la première année. Le gardien reste jusqu'en 2020, sans parvenir à remonter dans l'élite. Il rejoint alors le Toulouse Métropole FC en D1, descendant de Bruguières. 
Convoqué en stage de détection à l'été 2014, Anthony Pallares est retenu en équipe de France de futsal début 2015 pour les qualification à l'Euro 2016. Parti jouer en D2, Pallares fait son retour en sélection fin 2020 pour les éliminatoires de l'Euro 2022, après son retour dans l'élite.

## Biographie

### En club
Joueur de l'Amicale sportive Muret football en DH depuis 2008, Anthony Pallares rejoint l'Étoile Football Club, composée de joueurs français, en Championnat de Singapour à l'été 2011. Il quitte le club en janvier 2012, le club perdant son autorisation de participer à la compétition.
Anthony Pallares passe trois saisons au Bruguières SC. Il y démontre ses qualités de dernier rempart, mais aussi ses capacités offensives en inscrivant plusieurs buts. En septembre 2014, il offre sa première victoire de la saison à son équipe avec un quadruplé en tir à dix mètres contre Béthune. Des performances qui lui permettent d'intégrer l’équipe de France de futsal. Il est toujours en D1 avec Bruguières en janvier 2015.
En fin de saison 2015-2016, Pallares et le Plaisance All Star sont champions régionaux de la Ligue de Midi-Pyrénées et disputent les barrages d'accession en Division 2, qu'ils obtiennent. Le club se maintient quatre saisons en D2, second au classement les deux premières années puis premier non-relégable en 2019 et 2020. 
À l'été 2020, le gardien de but quitte le Plaisance All-Stars et revient dans l'élite, au Bruguières SC devenu Toulouse Métropole FC. En fin d'année, il effectue son retour en équipe nationale. 

### En équipe nationale
En mai 2014, Anthony Pallares est retenu pour un stage de pré-sélection en équipe de France de futsal. En septembre suivant, le gardien du SC Bruguieres fait partie d'un groupe élargi des Bleus réuni à Clairefontaine. En mars 2015, le gardien du SCB est retenu pour le tour principal du Championnat d'Europe 2016 en Slovénie pour affronter la République tchèque, le pays hôte et à la Norvège.  
Parti joué en régional avec le Plaisance All-Stars avec qui il monte en D2 dès la première saison, Pallares n'est plus convoqué en équipe nationale.  
Fin 2020, revenu en D1 au Toulouse MFC, Pallares fait son retour dans la liste des Bleus pour le premier match qualificatif de l'Euro 2022 contre la Géorgie, mais déclare forfait avant le rassemblement.

## Palmarès
- DH Midi-Pyrénées (1)
  - Champion : 2016